# کمرپشت

روستای کمرپشت واقع در استان مازندران با طبیعتی بکر و آسمانی که به هنگام شب‌ به دریایی از ستاره تبدیل می‌شود. غروب روستای کمرپشت محو در مه غلیظی است که روستا را فرا می‌گیرد. روستایی که درختان انبوهش در انتظار دیدار رهگذران، سالیان درازی است که راست قامت، ایستاده‌اند.روستایی که دژ اسپهبد خورشید را با همه تاریخش در کنار خود نهاده
روستای کمرپشت روستایی است ییلاقی با مناظر زیبا و آب و هوایی دل‌انگیز که در ۷۰ کیلومتری قائم‌شهر در شهرستان سوادکوه واقع شده است. روستایی که با تلاش اهالی آن، طبیعت بکر و دست‌نخورده‌ای را از خود بجای گذاشته‌ و منطقه ییلاقی کم‌نظیری را خلق کرده‌ است.
از بزرگان این منطفه میشود به مرحوم حاج منصور احمدی کمرپشتی رییس و موسس خاته بهداشت سوادکوه و کسی که عمر خود را در جهت بهداشت سوادکوه و رفع پشه مالاریا صرف کرده است و همچنین مرحوم تیمسار حاج هرمز احمدی امیر سر افراز کشور اشاره نمود
از بزرگان 

## جمعیت
جمعیت این روستای خوشنشین ۳۰۰ خانوار می باشد